# Guttigadus globiceps
Guttigadus globiceps är en fiskart som först beskrevs av Gilchrist, 1906.  Guttigadus globiceps ingår i släktet Guttigadus och familjen Moridae. Inga underarter finns listade i Catalogue of Life.